# Auprès de ma bande
Albums de Soldat Louis
Pavillon noir C'est un pays
Auprès de ma bande, sorti en 1993, est le troisième album du groupe Soldat Louis.

## Liste des chansons
| No  | Titre                                                     | Auteur                      | Durée |
| --- | --------------------------------------------------------- | --------------------------- | ----- |
| 1.  | Auprès de ma bande                                        | Gary Wicknam / Soldat Louis | 3:49  |
| 2.  | Never alone dans mes dreams                               | Gary Wicknam / Soldat Louis | 3:16  |
| 3.  | Marylou                                                   | Gary Wicknam                | 2:57  |
| 4.  | J'ai pas d'soleil                                         | Gary Wicknam / Soldat Louis | 3:39  |
| 5.  | Bobby Sands                                               | Gary Wicknam                | 4:31  |
| 6.  | Donnez nous des bars                                      | Gary Wicknam                | 3:22  |
| 7.  | Bow Lane (instrumental)                                   | Soldat Louis                | 3:14  |
| 8.  | Femmes de légende                                         | Gary Wicknam                | 3:48  |
| 9.  | Petits princes, demi-dieux                                | Gary Wicknam                | 3:53  |
| 10. | The wild rover (avec Shane MacGowan du groupe The Pogues) | Traditionnel / René Degodza | 3:02  |
| 11. | Navigateur                                                | Gary Wicknam                | 3:32  |
| 12. | Anarshit                                                  | Gary Wicknam                | 3:41  |
| 13. | Y'a pire                                                  | Gary Wicknam / Soldat Louis | 3:32  |
| 14. | Ferme tag répondit lec                                    | Gary Wicknam / Soldat Louis | 3:02  |

## Crédit

### autour de l'album
- 1993 - Tristar - Sony Music
- Référence : B12462
- Editeur : Sony Music
- Label : Déclic Communication (Globe Music)

### Musiciens
- Serge Danet alias Soldat Louis : guitares, banjo lélé (10 & 13) & vocal
- Renaud Detressan alias Gary Wicknam : harmonica (2), chœurs & vocal
- Ray Fean : batterie (1, 2, 3, 4, 5, 6, 7, 8, 9, 10, 11, 12, 13 & 14)
- Eoghan O'Neil : basse (1, 2, 3, 4, 5, 6, 7, 8, 9, 10, 11, 12, 13 & 14)
- Dave Keary : guitare (1, 3, 4, 5, 8, 9, 10, 11 & 12)
- Bertrand Coqueugniot : banjo (1 & 10)
- René Degodza : claviers & percussions (1, 2, 3, 4, 7, 8 & 9) - claviers (5 & 1) - claviers, accordéon & percussions (6 & 13) - claviers & accordéon (10, 11 & 14) - chœurs (8)
- Mick Hanly : guitare acoustique (2, 6, 8, 10 & 13)
- Sean Garvey : accordéon (2)
- Colm McCaughy : violon (2, 10 & 14)
- Downs Thompson : violon (3 & 9)
- Davy Spillane : uilleann pipes (5, 8, 10 & 13)
- Vinnie Kilduf f: flûte (5, 6, 7, 8 & 13)
- Loïc Taillebrest : cornemuse & bombarde (5 & 6) - cornemuse (7, 8, 10, 11 & 12)
- Niall Toner : mandoline (5)
- Shane MacGowan : vocal (10)
- Sinéad O'Connor : harmonies vocales (10)

## Sources
- Livret de l'édition CD de l'album